# Plein Vol
Plein Vol est un magazine bimestriel aéronautique de langue française édité au Canada, dans la province de Québec.
Créé en 1997 par Gary Faudel et Marc Fraser, Plein Vol visait à combler le vide laissé par la disparition d'Aéromag en 1983 en tant que périodique relié à l'aviation édité en langue française au Canada.
En 2010, le magazine Plein Vol publie des articles sur l'industrie aéronautique, l'aviation générale et de loisirs ainsi qu'une chronique de nouvelles sur l'actualité du monde de l'aviation.

## L'équipe
Les collaborateurs de Plein Vol sont des professionnels du milieu de l'aérospatiale au Québec ou simplement des passionnés qui partagent leurs connaissances et leurs intérêts avec les lecteurs. Voici les principaux collaborateurs réguliers :
- Diane Autran: Éditrice et rédactrice en chef
- Michel Autran: Coordonnateur de la production imprimée
- Jean-Marc Labbé: Conception graphique
- Louis Lechasseur: Journaliste-Recherchiste, pilote professionnel
- Marc-André Valiquette: Reporter-photographe, chef de projet en simulation de vol
- Richard Clairoux: Reporter-photographe, Ingénieur en aérodynamique
- Jean-Christophe Lamy: Reporter, Pilote d'essai
- Marc Arsenault: Reporter, pilote de ligne
- Pierre Thiffault: Chroniqueur, spécialiste en muséologie
- Philipe Cauchi: Journaliste, spécialiste en aérospatiale
- Gaetan Lavoie: Reporter-Journaliste
- Paul-Robert Raymond: Reporter-Journaliste